# Creugas falculus
Creugas falculus is een spinnensoort uit de familie van de loopspinnen (Corinnidae).
De wetenschappelijke naam van de soort werd in 1899 als Corinna falcula gepubliceerd door Frederick Octavius Pickard-Cambridge.